# Angelo Bonaiti
Angelo Bonaiti (Calolziocorte, 10 ottobre 1915 – 2 gennaio 1985) è stato un politico italiano.

## Biografia
Laureato in giurisprudenza, è avvocato. Esponente della Democrazia Cristiana, è sindaco della città di Lecco dal 1958 al 1962. 
Alle elezioni politiche del 1963 viene eletto deputato nella IV legislatura, concludendo il proprio mandato parlamentare nel 1968.
Muore il 2 gennaio 1985 all'età di 69 anni.